# Criteo
Criteo ist ein französisches Unternehmen auf dem Gebiet des Online-Marketings. Criteo bietet unter anderem Software-Lösungen für das personalisierte Retargeting an. Mit den Produkten des Unternehmens wird es ermöglicht, Verbrauchern auf Internetseiten speziell zugeschnittene Internetwerbung anzuzeigen, sofern der Verbraucher zuvor bereits einen Onlineshop besucht hat und sich dort bestimmte Waren angesehen hat.
Criteo wurde 2005 von Jean-Baptiste Rudelle, Franck Le Ouay und Romain Niccoli gegründet und hat seinen Hauptsitz in Paris. Im Jahr 2013 ging das Unternehmen an die Börse und nahm mit seinem IPO rund 250 Millionen US-Dollar ein. Die Aktien des Unternehmens werden seitdem an der NASDAQ gehandelt. Weltweit werden 31 Niederlassungen, darunter eine in München, betrieben.

## Ermittlungen, Kritik und Sanktionen wegen Verletzung des Datenschutzes
Im September 2010 startete Criteo eine Kampagne über die Verwendung des beliebten Retargeting und dessen Auswirkungen auf die Privatsphäre der Verbraucher. Die Kampagne zielte darauf ab, die Verbraucher über personalisiertes Retargeting und datenbasierte Marketingtaktiken zu beruhigen.
Im Jahr 2019 reichte Privacy International eine Beschwerde gegen Criteo ein und begründete dies damit, dass Criteo die europäische DSGVO nicht einhalten würde. Beschwerden wurden auch von NOYB eingereicht. Im Juni 2023 verhängte die nationale Datenschutzbehörde Commission Nationale de l’Informatique et des Libertés (CNIL) eine Strafe in Höhe von 40 Millionen Euro, unter anderem weil Criteo nicht ausreichend überprüft hatte, ob die Personen, deren Daten das Unternehmen verarbeitet, ihre Einwilligung gegeben hatten.